# Božská Sarah Bernhardt
Božská Sarah Bernhardt (v originále Sarah Bernhardt, La Divine) je francouzský hraný film z roku 2024, který režíroval Guillaume Nicloux podle vlastního scénáře. Film měl světovou premiéru na festivalu frankofonních filmů v Angoulême dne 1. září 2024.

## Děj
V roce 1916 musí Sarah Bernhardt podstoupit operaci nohy. V nemocnici ji navštíví Sacha Guitry, který se před lety ve zlém rozešel se svým otcem, hercem Lucienem Guitrym. Sarah mu sdělí okolnosti, o kterých Sacha vůbec nevěděl, a které souvisely s jejím vlastním rozchodem s Lucienem Guitrym v roce 1896.
V roce 1896 se připravovala velká pocta herečce. Setkává se s osobnostmi z literárního světa (Edmond Rostand aj.). Zapletla se do Dreyfusovy aféry a povzbudila Émila Zolu, aby prostudoval kapitánův spis, aby si uvědomil, že je nevinný, a jednal v jeho prospěch. Středem vyprávění je ale její vztah s Lucienem Guitrym, se kterým má poměr. Lucien ji chce opustit kvůli mladé herečce Charlotte Lysès. Na konci večera na její počest způsobí Sarah před všemi hosty skandál, takže se Charlotte rozejde s Lucienem, ten se ale k Sáře nevrátí.
Sarah a Lucien se o pár let později usmíří, stejně jako Lucien a Charlotte. Ale Sacha Guitry, nyní mladý muž, se zamiloval do Charlotte a v roce 1907 se s ní oženil, aniž by věděl, že byla velkou láskou jeho otce.

## Obsazení
| Sandrine Kiberlainová     | Sarah Bernhardt   |
| Laurent Lafitte           | Lucien Guitry     |
| Amira Casar               | Louise Abbémová   |
| Pauline Étienne           | Suzanne           |
| Mathilde Ollivier         | Charlotte Lysès   |
| Laurent Stocker           | Pitou             |
| Samuel Brafman-Moutier    | Jules Huret       |
| Sylvain Creuzevault       | Edmond Rostand    |
| Clément Hervieu-Léger     | Georges Clairin   |
| Arthur Igual              | Émile Zola        |
| Grégoire Leprince-Ringuet | Maurice Bernhardt |
| Arthur Mazet              | Sacha Guitry      |
| Sébastien Pouderoux       | Samuel Pozzi      |

## Ocenění
- César: nominace v kategoriích nejlepší kostýmy (Anaïs Romand), nejlepší výprava (Olivier Radot)